# Burträsks socken
Burträsks socken i Västerbotten är sedan 1974 en del av Skellefteå kommun, från 2016 inom Burträsk och Kalvträsks distrikt.
Socknens areal är 2 022,90 kvadratkilometer, varav 1 858,40 land. År 2000 fanns här 4 805 invånare. Tätorten Bygdsiljum samt tätorten och kyrkbyn Burträsk med sockenkyrkan Burträsks kyrka ligger i socknen. 

## Administrativ historik
Burträsks socken bröts ut ur Skellefteå socken 1606.  
Vid kommunreformen 1862 överfördes ansvaret för de kyrkliga frågorna till Burträsks församling och för de borgerliga frågorna till Burträsks landskommun. Ur församlingen utbröts 1919 Kalvträsks församling. Landskommunen uppgick 1974 i Skellefteå kommun Kalvträsks församling återgick i denna församling 2006.
1 januari 2016 inrättades distrikten Burträsk och Kalvträsk, med samma omfattning som motsvarande församlingar hade 1999/2000, och vari detta sockenområde ingår.
Socknen har tillhört fögderier, tingslag och domsagor enligt vad som beskrivs i artikeln Västerbotten. De indelta soldaterna tillhörde Västerbottens regemente.

## Geografi
Burträsks socken ligger sydväst om Skellefteå kring Bureälven, Rickleån, Bygdeträsket och Göksjön. Socknen är sjörik starkt kuperad skogsbygd med höjder som i nordväst når 400 meter över havet.

## Historia
De första människorna räknas ha kommit till Burträskbygden omkring 6000–5000 f.Kr. Cirka 20 boplatser från stenåldern är funna. Dessutom har påträffats omkring 120 fångstgropar.
Omkring 1200- och 1300-talen uppkom troligtvis de första fasta bosättningarna i området. Vid Gustav Vasas skattläggning av Västerbotten år 1540 fanns 67 bönder i Burträskbygden, varav 22 i själva byn Burträsk. Vid 1500-talets slut byggdes den första kyrkan. År 1610 fick ståthållaren Baltzar Beck (stamfader till Bäck i Finland) Burträsk socken i förläning, men han miste den återigen 1612.
På 1700-talet började ödemarken koloniseras på allvar då bönder tillskänktes mark av staten i utbyte mot att de odlade den.
1930 brann kyrkstaden intill kyrkan. Endast en av de gamla stugorna står kvar i dag.
1924 till 1931 varade arbetskonflikten Lossmen-Ekträsk-konflikten i socknen.

## Namnet
Namnet (1500 Burtresk) kommer från kyrkbyn och sjön Burträsket, vars förled kommer från Bureälven och har efterleden träsk, '(större) sjö'.

## Befolkningsutveckling
| Befolkningsutvecklingen i Burträsks socken 1750–1990                                                                                    | Befolkningsutvecklingen i Burträsks socken 1750–1990 | Befolkningsutvecklingen i Burträsks socken 1750–1990 | Befolkningsutvecklingen i Burträsks socken 1750–1990 | Befolkningsutvecklingen i Burträsks socken 1750–1990 |
| --- | ---------------------------------------------------- | ---------------------------------------------------- | ---------------------------------------------------- | ---------------------------------------------------- |
| |                                                      |                                                      |                                                      |                                                      |
| År |                                                      |                                                      | Folkmängd                                            |                                                      |
| 1750 | 1750                                                 |                                                      | 855                                                  |                                                      |
| 1760 | 1760                                                 |                                                      | 1 380                                                |                                                      |
| 1769 | 1769                                                 |                                                      | 1 595                                                |                                                      |
| 1780 | 1780                                                 |                                                      | 1 753                                                |                                                      |
| 1790 | 1790                                                 |                                                      | 1 988                                                |                                                      |
| 1800 | 1800                                                 |                                                      | 2 404                                                |                                                      |
| 1810 | 1810                                                 |                                                      | 2 609                                                |                                                      |
| 1820 | 1820                                                 |                                                      | 2 821                                                |                                                      |
| 1830 | 1830                                                 |                                                      | 3 452                                                |                                                      |
| 1840 | 1840                                                 |                                                      | 3 986                                                |                                                      |
| 1850 | 1850                                                 |                                                      | 4 910                                                |                                                      |
| 1860 | 1860                                                 |                                                      | 5 766                                                |                                                      |
| 1870 | 1870                                                 |                                                      | 6 106                                                |                                                      |
| 1880 | 1880                                                 |                                                      | 6 766                                                |                                                      |
| 1890 | 1890                                                 |                                                      | 7 635                                                |                                                      |
| 1900 | 1900                                                 |                                                      | 8 260                                                |                                                      |
| 1910 | 1910                                                 |                                                      | 8 986                                                |                                                      |
| 1920 | 1920                                                 |                                                      | 9 612                                                |                                                      |
| 1930 | 1930                                                 |                                                      | 9 923                                                |                                                      |
| 1940 | 1940                                                 |                                                      | 10 005                                               |                                                      |
| 1950 | 1950                                                 |                                                      | 9 901                                                |                                                      |
| 1960 | 1960                                                 |                                                      | 8 359                                                |                                                      |
| 1970 | 1970                                                 |                                                      | 6 425                                                |                                                      |
| 1980 | 1980                                                 |                                                      | 5 828                                                |                                                      |
| 1990 | 1990                                                 |                                                      | 5 332                                                |                                                      |
| Anm: Tabellen inkluderar Kalvträsk. Källor: Umeå universitet - Tabellverket 1749-1859, Demografiska databasen, CEDAR, Umeå universitet. |                                                      |                                                      |                                                      |                                                      |